# Bahr Yusuf
Der Bahr Yussuf (arabisch بحر يوسف, DMG Baḥr Yūsuf ‚Josefs-Kanal‘) ist ein Seitenarm des Nils in Ägypten, der das Fayyum-Becken speist.
Unter dem altägyptischen Pharao Amenemhet II. wurde der natürliche Flusslauf dieses Nil-Seitenarms zum Kanal umgebaut, um eine kontinuierliche Wasserversorgung des oasenartigen Fayyum-Beckens, das rund 100 km südwestlich von Kairo liegt, und der Orte und Städte wie al-Fayyūm zu gewährleisten. Er mündet in den abflusslosen Qarun-See, der etwa 45 m unter dem Meeresspiegel liegt.
Noch im Niltal zweigt vom Bahr Yusuf bei El-Lahun, das am östlichen Eingang des zum Fayyum-Becken überleitenden Tals liegt, der parallel zum Nil nach Norden führende Giseh-Kanal ab.
Seinen Namen erhielt er, da die arabische Bevölkerung im Mittelalter seinen Ursprung der Tätigkeit des Patriarchen Josef als Wesir des Pharao zuschrieb.